# Mario Tabares
Mario Tabares, né le 3 juillet 1965 à La Havane, est un ancien joueur de tennis cubain. Il est le meilleur joueur de tennis cubain de l'histoire, atteignant la 131e place à l'ATP. Il est naturalisé américain depuis 2003 (après sa retraite sportive).

## Carrière
Il est le premier joueur de nationalité cubaine à participer à un tableau final d'un tournoi Grand Prix à Barcelone en 1988.
En simple, il a remporté les Challenger de Campos do Jordão et de Brasilia en 1989, tandis qu'en double, il compte à son palmarès le tournoi ATP de Búzios, ainsi que les Challenger de Viña del Mar en 1991, Campos do Jordão, Guarujá et Bogota en 1992 et celui de Riemerling en 1993. Il a remporté son unique match en simple dans un tournoi ATP à Guarujá en 1990 face à Jaime Yzaga.
Il a joué l'essentiel de sa carrière dans des tournois Challenger, le plus souvent an Amérique du Sud.
Il a été membre de l'Équipe de Cuba de Coupe Davis de 1987 à 1994. Il y a joué les barrages du Groupe Mondial à deux reprises : face au Canada en 1991 (défaite 3 à 2) et à la Russie en 1993 (défaite 5 à 0). C'est cependant en cette année-là que l'équipe qu'il forme avec Juan Pino atteint le Groupe Mondial pour la première fois de son histoire en profitant du forfait de l'équipe yougoslave en barrages. La paire affronte la Suède et s'incline 5 à 0, Tabares ayant perdu un simple contre Nicklas Kulti (6-3, 6-0, 4-6, 6-3) et le double contre Anders Jarryd et Henrik Holm (6-3, 6-2, 6-4). Son bilan en Coupe Davis est de 22 victoires pour 26 défaites.

## Palmarès

### Titre en double messieurs
| No | Date       | Nom et lieu du tournoi | Catégorie    | Dotation  | Surface    | Partenaire   | Finalistes           | Score         |  |
| -- | ---------- | ---------------------- | ------------ | --------- | ---------- | ------------ | -------------------- | ------------- |  |
| 1  | 02-11-1992 | Kolynos Cup Búzios     | World Series | 155 000 $ | Dur (ext.) | Maurice Ruah | Mark Keil Tom Mercer | 7-6, 6-7, 6-4 |  |

## Parcours dans les tournois duGrand Chelem

### En simple
| Année | Open d'Australie | Open d'Australie | Internationaux de France | Internationaux de France | Wimbledon | Wimbledon | US Open | US Open |
| ----- | ---------------- | ---------------- | ------------------------ | ------------------------ | --------- | --------- | ------- | ------- |
| 1990  | —                | —                | 1er tour (1/64)          | A. Mansdorf              | —         | —         | —       | —       |

N.B. : à droite du résultat se trouve le nom de l'ultime adversaire.

### En double
| Année | Open d'Australie | Open d'Australie | Internationaux de France | Internationaux de France | Wimbledon                 | Wimbledon                | US Open | US Open |
| ----- | ---------------- | ---------------- | ------------------------ | ------------------------ | ------------------------- | ------------------------ | ------- | ------- |
| 1993  | —                | —                | —                        | —                        | 1er tour (1/32) C. Brandi | David Adams A. Olhovskiy | —       | —       |

N.B. : le nom du ou de la partenaire se trouve sous le résultat ; le nom des ultimes adversaires se trouve à droite.